# Parada de Terra Mítica (TRAM Alicante)
Terra Mítica es una parada del TRAM Metropolitano de Alicante donde presta servicio la línea 1. Está situada en la zona sur del término municipal de Benidorm. 

## Localización y características
Se encuentra ubicada junto a las vías de acceso a los parques Terra Mítica y Terra Natura, cerca de la rotonda homenaje a Raphael, desde donde puede accederse. Dispone de dos andenes y dos vías.

## Líneas y conexiones
| << Cabecera | < Estación     | Línea | Estación > | Cabecera >> |
| ----------- | -------------- | ----- | ---------- | ----------- |
| Luceros     | Cala Finestrat |       | Benidorm   | Benidorm    |